# CD40

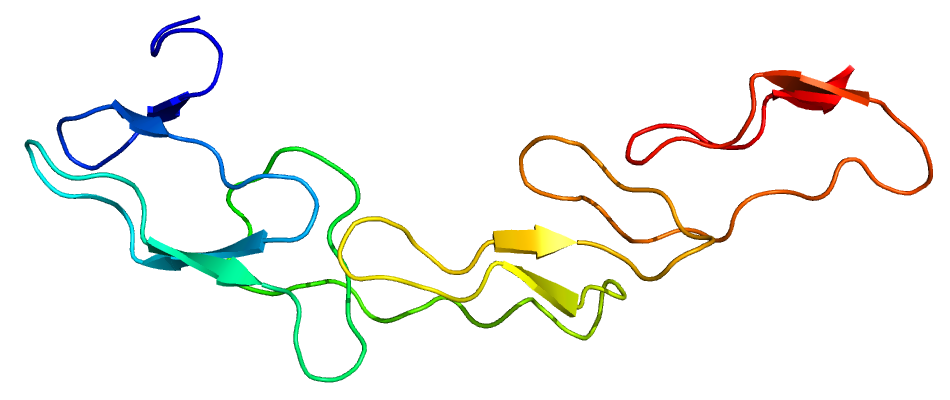
Struktura ludzkiego białka CD40

CD40 (ang. cluster of differentiation 40, synonimy: TNFRSF5, p50, Bp50, CDW40
) – białko występujące na powierzchni komórek prezentujących antygen, niezbędne do ich aktywacji i dostarczające sygnał kostymulujący limfocytom T, wykazującym ekspresję cząsteczki CD154. Gen kodujący CD40 u człowieka znajduje się na chromosomie 20 w położeniu 20q12-q13.2.

## Ekspresja
CD40 występuje konstytutywnie na powierzchni komórek prezentujących antygen: komórek dendrytycznych, limfocytów B i makrofagów, natomiast ekspresja tego antygenu może zostać wyindukowana również na wielu innych rodzajach komórek, np. komórkach nabłonkowych, śródbłonkowych, fibroblastach lub komórkach mięśni gładkich.

## Funkcja
Funkcja CD40 jest zależna od typu komórek, na których powierzchni białko to występuje. Związanie CD154 przez CD40 powoduje uruchomienie szlaków sygnałowych opartych na białkach TRAF. W przypadku monocytów i makrofagów aktywacja CD40 prowadzi do zwiększenie ekspresji samego CD40 oraz innych receptorów z rodziny TNF, a także do produkcji cytokin prozapalnych, takich jak TNF, IL-3, IL-8 czy IL-12. Z kolei w przypadku limfocytów B związanie CD154 przez CD40 prowadzi do proliferacji, przełączania klas oraz różnicowania w komórki plazmatyczne. Oddziaływanie CD40-CD154 ma także znaczenie dla wytwarzania limfocytów B w szpiku kostnym.